# Premi Platino a la millor pel·lícula
El Premi Platino a la millor pel·lícula iberoamericana de ficció és un dels premis al mèrit atorgats per Entitat de Gestió de Drets dels Productors Audiovisuals i Federació Iberoamericana de Productors Cinematogràfics i Audiovisuals dirigit als productors dels llargmetratges candidats. És la categoria més important dels Premis Platino, ja que premia la sumatòria dels esforços en producció, direcció, actuació, escriptura i altres aspectes exercits en la creació d'una pel·lícula. Al seu torn, aquesta categoria és l'última a revelar-se en cada cerimònia de premi.

## Pel·lícules guanyadores
Els reglaments dels premis especifiquen que podran concórrer als Premis Platino tots els llargmetratges (pel·lícules amb una durada superior als 60 minuts), amb nacionalitat de, almenys, un dels 23 països participants en els premis, i que, amb independència del seu any de producció, hagin estat estrenats, per primera vegada, en qualsevol dels països de la comunitat iberoamericana en sales comercials i amb taquilla oberta al públic, entre l'1 de gener i el 31 de desembre de l'any anterior; o bé no hagin estat estrenats comercialment però sí en els festivals de classe A, a més del festival de Toronto, en el citat període, i que hagin estat inscrits en els Premis Platí per part dels productors.
Per al cas de les pel·lícules estrenades comercialment, la primera estrena en sales ha d'haver-se produït l'any anterior, si bé no cal, per a poder competir, que s'hagin divulgat mitjançant la seva estrena obligatòriament al país o els països de producció; n'hi ha prou que aquesta estrena hagi tingut lloc en qualsevol dels països participants.
Podran optar a aquest premi les pel·lícules que tinguin més de 60 minuts de durada i siguin considerades pel·lícules de ficció, sense caràcter principal de pel·lícula documental o d'animació.

## Guanyadores i finalistes
Indica la pel·lícula guanyadora en cada edició.

### Dècada de 2010
| Edició                               | Pel·lícula                    | Direcció                                    | País(os) de producció |
| ------------------------------------ | ----------------------------- | ------------------------------------------- | --------------------- |
| 2014 I Edició                        |                               |                                             |                       |
| Gloria                               | Sebastián Lelio               | Xile, Espanya                               |                       |
| Heli                                 | Amat Escalante                | Mèxic                                       |                       |
| La jaula de oro                      | Diego Quemada-Díez            | Mèxic, Espanya                              |                       |
| Las brujas de Zugarramurdi           | Álex de la Iglesia            | Espanya                                     |                       |
| Roa                                  | Andrés Baiz                   | Argentina, Colòmbia                         |                       |
| Vivir es fácil con los ojos cerrados | David Trueba                  | Espanya                                     |                       |
| Wakolda                              | Lucía Puenzo                  | Espanya, Argentina                          |                       |
| 2015 II Edición                      |                               |                                             |                       |
| Relatos salvajes                     | Damián Szifron                | Argentina, Espanya                          |                       |
| Conducta                             | Ernesto Daranas               | Cuba                                        |                       |
| La isla mínima                       | Alberto Rodríguez Librero     | Espanya                                     |                       |
| Mr. Kaplan                           | Álvaro Brechner               | Uruguai, Espanya                            |                       |
| Pelo malo                            | Mariana Rondón                | Veneçuela, Perú, Argentina                  |                       |
| 2016 III Edició                      |                               |                                             |                       |
| El abrazo de la serpiente            | Ciro Guerra                   | Colòmbia, Veneçuela, Argentina              |                       |
| El Clan                              | Pablo Trapero                 | Argentina, Espanya                          |                       |
| El club                              | Pablo Larraín                 | Xile                                        |                       |
| Ixcanul                              | Jayro Bustamante              | Guatemala                                   |                       |
| Truman                               | Cesc Gay                      | Espanya, Argentina                          |                       |
| 2017 IV Edición                      |                               |                                             |                       |
| El ciudadano ilustre                 | Mariano Cohn i Gastón Duprat  | Argentina, Espanya                          |                       |
| Aquarius                             | Kleber Mendonça Filho         | Brasil                                      |                       |
| El hombre de las mil caras           | Alberto Rodríguez Librero     | Espanya                                     |                       |
| Julieta                              | Pedro Almodóvar               | Espanya                                     |                       |
| Neruda                               | Pablo Larraín                 | Xile, Argentina, Espanya                    |                       |
| 2018 V Edició                        |                               |                                             |                       |
| Una mujer fantástica                 | Sebastián Lelio               | Xile                                        |                       |
| La cordillera                        | Santiago Mitre                | Argentina, Espanya                          |                       |
| La librería                          | Isabel Coixet                 | Espanya                                     |                       |
| Últimos días en La Habana            | Fernando Pérez                | Cuba, Espanya                               |                       |
| Zama                                 | Lucrecia Martel               | Argentina, Brasil, Espanya, Portugal, Mèxic |                       |
| 2019 VI Edició                       |                               |                                             |                       |
| Roma                                 | Alfonso Cuarón                | Mèxic                                       |                       |
| Campeones                            | Javier Fesser                 | Espanya                                     |                       |
| La noche de 12 años                  | Álvaro Brechner               | Uruguai, Espanya, Argentina                 |                       |
| Pájaros de verano                    | Cristina Gallego, Ciro Guerra | Colòmbia, Mèxic                             |                       |

### Dècada de 2020
| Edició                | Pel·lícula                                  | Direcció                     | País(os) de producció |
| --------------------- | ------------------------------------------- | ---------------------------- | --------------------- |
| 2020 VII Edició       |                                             |                              |                       |
| Dolor y gloria        | Pedro Almodóvar                             | Espanya                      |                       |
| A Vida Invisível      | Karim Aïnouz                                | Brasil                       |                       |
| La trinchera infinita | Jon Garaño, Aitor Arregi, Jose Mari Goenaga | Espanya                      |                       |
| Monos                 | Alejandro Landes                            | Colòmbia, Argentina, Uruguai |                       |
| 2021 VIII Edició      |                                             |                              |                       |
| El olvido que seremos | Fernando Trueba                             | Colòmbia                     |                       |
| La Llorona            | Jayro Bustamante                            | Guatemala                    |                       |
| Las niñas             | Pilar Palomero                              | Espanya                      |                       |
| Nuevo orden           | Michel Franco                               | Mèxic                        |                       |
| 2022 IX Edició        |                                             |                              |                       |
| El buen patrón        | Fernando León de Aranoa                     | Espanya                      |                       |
| Madres paralelas      | Pedro Almodóvar                             | Espanya                      |                       |
| Maixabel              | Icíar Bollaín                               | Espanya                      |                       |
| Noche de fuego        | Tatiana Huezo                               | Mèxic, Brasil                |                       |